# Paramixogaster
Paramixogaster là một chi ruồi trong họ Syrphidae.